# Magie ceremonială
Magia ceremonială sau magia rituală, numită uneori și înaltă magie sau magie învățată, este un termen larg utilizat în contextul ermetismului sau ezoterismului vestic pentru a desemna o mare diversitate de ritualuri magice lungi, elaborate și complexe. Este numit astfel, deoarece procedurile sunt caracterizate ceremonial și o mulțime de accesorii necesare practicantului. Poate fi privită și ca o elaborare a magiei rituale, iar în cele mai multe cazuri, chiar este sinonimă cu aceasta. Popularizată de către Ordinul Ermetic al Zorilor Aurii, provine din școli de gândire filozofice și oculte precum cabală ermetică, magie enohiană, Telema, precum și magia provenind din diverse grimoaruri.

## Magia Renașterii
Termenul apare în perioada magiei Renașterii din secolul al XVI-lea și se referă la practicile descrise în diverse grimoaruri medievale și renascentiste și în colecții precum cea a lui Johannes Hartlieb. Georg Pictor folosește termenul ca sinonim cu goetia.
Traducătorul James Sanford, a inclus „Partele Magicke ceremoniale de Geocie și Theurgie” în traducerea sa din anul 1569 a lucrării lui Heinrich Cornelius Agrippa din 1526, numită De incertitudine et vanitate scientiarum. Pentru Agrippa, magia ceremonială era folosită în sens opus magiei naturale. Deși avea îndoieli privind magia naturală, legate de astrologie, alchimie, și ceea ce astăzi a devenit domeniu al științele naturii, precum botanica, era totuși pregătit să o accepte ca „culmea cea mai înaltă a filozofiei naturii”. Magia ceremonială, pe de altă parte, care includea tot felul de comunicări cu spirite, ca necromanția și vrăjitoria, a fost denunțată de acesta ca o lipsă de respect pios față de Dumnezeu.

## Revitalizarea
Începând cu Mișcarea romantică din secolul al XIX-lea, un număr de persoane și grupuri au revitalizat magia ceremonială.

### Ordinul Ermetic al Zorilor Aurii
Ordinul Ermetic al Zorilor Aurii (sau, mai cunoscut, Zorii Aurii, din engleză Golden Dawn) a fost un ordin magic de la finalul secolului al XIX-lea și începutul secolului al XX-lea, care practica o formă de teurgie și dezvoltare spirituală. Din tradiția Zorilor Aurii provin unele aspecte magice și rituale care au devenit elemente centrale ale multor alte tradiții, printre care se numără Wicca, Telema și alte forme de spiritualitate magică populare astăzi.

## Accesorii magice
Practica magiei rituale necesită de cele mai multe ori diverse accesorii produse sau consacrate pentru această utilizare specială, care sunt necesare unui anumit ritual sau unor ritualuri înlănțuite. Pot fi o reprezentare simbolică a elementelor psihologice ale magicianului sau ale conceptelor metafizice.

### Grimoarurile
Un grimoar este o consemnare a magiei. Cărțile din acest gen sunt consemnări ale experiențelor magice și ale meditațiilor filozofice, care conțin instrucțiuni pentru invocarea îngerilor sau demonilor, realizarea divinării și obținerea de puteri magice, și care au fost în circulație în Europa încă din Evul Mediu.
Se crede că magicienii erau acuzați frecvent de biserica creștină, astfel că jurnalele lor erau ascunse pentru a preveni arderea deținătorului. Dar se cunoaște și că biserica și rabinii mențin consemnări ale activității demonice și exorcismului în propriile lor cărți magice care erau folosite pentru consemnări similare. Asemenea cărți conțin corespondențe astrologice, liste cu îngeri și demoni, instrucțiuni pentru farmece, descântece, și pentru exorcizări, amestecuri de medicamente, chemarea entităților elemetale și producerea talismanurilor. Cărțile magice, în aproape toate împrejurările, în special cărțile de descântece magice, sunt numite și grimoaruri.

### Magia enochiană
Magia enohiană este un sistem de magie ceremonială fundamentat pe evocarea și comandarea unor spirite, care a fost aventura magică a unui ocultist englez, numit Dr. John Dee. Se bazează pe scrierile doctorului John Dee și Edward Kelley din secolul al XVI-lea, care au susținut că informațiile lor le erau furnizate direct de către îngeri. Jurnalele lui Dee conțineau litere enochiene, și tabelul de corespondențe care era folosit pentru acestea. Susține că ar cuprinde secrete din cartea apocrifă numită Cartea lui Enoh. Se crede însă că aceste revelații erau personale și specifice vieții și realității lui Dee și bazate foarte mult pe imaginație.

### Organizații
Printre numeroasele organizații care practică forme ale magiei ceremoniale în afară de Golden Dawn (Zorii aurii) sunt A∴A∴, Ordo Templi Orientis și Zidarii de Adytum.